# ホー (潜水艦)
ホー (USS Hoe, SS-258) は、アメリカ海軍の潜水艦。ガトー級潜水艦の一隻。艦名のHoeとは、農具の「鋤」を意味する。魚の通称としては、鼻先の形を鋤に見立ててアブラツノザメをHoeと呼んだり、大口を開けてプランクトンを丸呑みするウバザメを耕す農婦に見立ててHoe motherと呼んだりする。アメリカ公文書はツノザメを由来と見なしている。

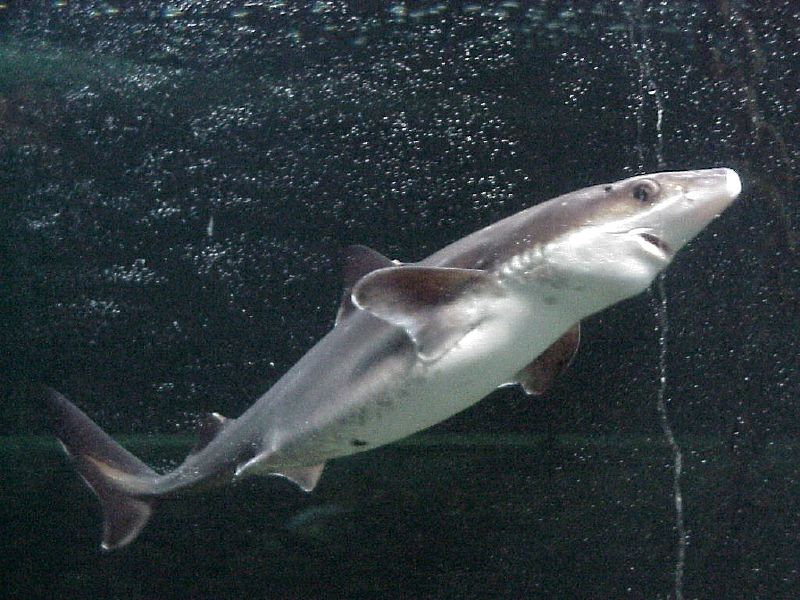
アブラツノザメ（形状由来の通称Hoe）

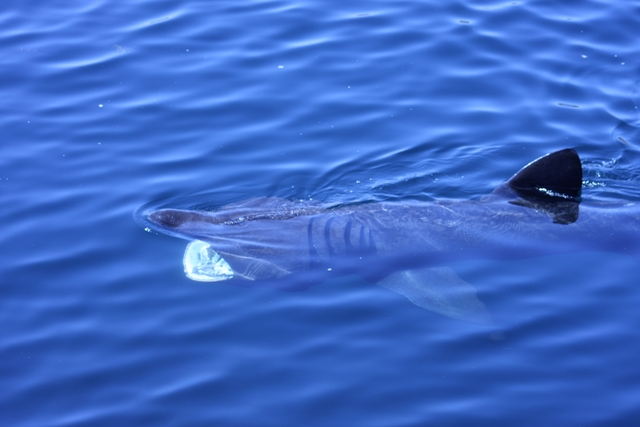
ウバザメ（行動由来の通称Hoe-mother）

## 艦歴
「ホー」はコネチカット州グロトンのエレクトリック・ボート社で起工する。1942年9月17日にヘレン・ヘスによって進水し、艦長ヴィクター・B・マクレア中佐（アナポリス1932年組）の指揮下12月16日に就役する。整調後、1943年4月19日に出航し、パナマ運河を経由して真珠湾に向かい、5月15日に到着した。

### 第1、第2の哨戒 1943年5月 - 10月
5月27日、「ホー」は最初の哨戒でパラオ方面に向かった。グアム近海を経て哨区に到着し、グリーンリング (USS Greenling, SS-213) が報告するところの輸送船団を待った。はたして、6月14日午後にいたって輸送船と2隻の護衛艦を発見し、追跡の上日付が6月15日になってから北緯06度32分 東経134度51分 / 北緯6.533度 東経134.850度の地点で魚雷を3本発射し、1本命中と判断された。6月21日夜には北緯08度58分 東経131度13分 / 北緯8.967度 東経131.217度の地点で　魚雷を4本発射して「3本命中させ、目標を撃沈した」と判断された。6月26日にはウルシー環礁を偵察し、7月6日にミッドウェー島に立ち寄った。7月11日、45日間の行動を終えて真珠湾に帰投した。
8月21日、「ホー」は2回目の哨戒でトラック諸島近海に向かった。しかし、この哨戒ではH.O.R.エンジンの不調に悩まされる。8月29日、北緯15度17分 東経168度03分 / 北緯15.283度 東経168.050度の地点で12ノットから18ノットで航行中の1,200トン級護衛艦を発見し、魚雷を4本発射。魚雷は1本が命中したが、爆発した様子はなかった。9月22日にも北緯10度07分 東経146度57分 / 北緯10.117度 東経146.950度の地点でタンカーを発見し、魚雷を6本発射して2本を命中させたと判断、追跡を続けたが相手はスコールにまぎれて去っていった。9月30日から10月1日にかけても、レーダーで探知した6隻の輸送船団に接触し、追跡の上北緯09度04分 東経144度51分 / 北緯9.067度 東経144.850度の地点で魚雷を4本発射したが、命中しなかった。10月8日から9日にかけては、ウェーク島沖で同島攻撃で撃墜された第14任務部隊（アルフレッド・E・モントゴメリー少将）の搭乗員捜索に参加した。10月18日、59日間の行動を終えて真珠湾に帰投。メア・アイランド海軍造船所に回航されてオーバーホールに入り、折から、「H.O.R.エンジン搭載艦は1隻残らず、暫時エンジンを換装するように」という合衆国艦隊司令長官兼海軍作戦部長アーネスト・キング大将の命令が出ており、甚だ旧式でトラブルが多く信頼性に欠けていたH.O.R.エンジンを、本来搭載されるGM社製278A16気筒エンジンに換装した。

### 第3、第4、第5の哨戒 1944年1月 - 8月
1944年1月26日、「ホー」は3回目の哨戒でミンダナオ島およびハルマヘラ島方面に向かった。2月16日夜、北緯06度04分 東経126度22分 / 北緯6.067度 東経126.367度の地点で6隻の輸送船を中心とする輸送船団を発見し、夜に入って魚雷を計10本発射。4つの魚雷命中音と3つの爆発を聴取した。2月25日未明には、北緯05度50分 東経126度00分 / 北緯5.833度 東経126.000度のダバオ湾入り口のサンアウグスティン岬南南西55キロ地点で、バリクパパンからダバオに向かっていた特設運送船（給油）の「日章丸」（昭和タンカー、10,526トン）と「国洋丸」（国洋汽船、10,026トン）および特設運送艦「旭東丸」（飯野海運、10,051トン）、護衛の駆逐艦「島風」および「雷」を発見。「ホー」は船団の先頭のタンカーに向けて魚雷を4本発射し、2本が命中するのを確認する。1時間後に再び魚雷を6本発射し、3本が命中して爆発も3つ響いたと記録。さらに魚雷を4本発射し、2つの命中を確認した。一連の攻撃で「日章丸」を撃沈し、「旭東丸」にも損傷を与えた。3月5日、38日間の行動を終えてフリーマントルに帰投した。
4月4日、「ホー」は4回目の哨戒で南シナ海に向かった。5月8日朝、北緯19度19分 東経120度00分 / 北緯19.317度 東経120.000度のルソン海峡でヒ61船団を発見し、8,000トン級輸送船に対して魚雷を4本、4,000トン級タンカーに対して魚雷を2本発射。魚雷はタンカー「あかね丸」（石原汽船、10,238トン）に命中してこれを撃破した。5月17日午後には11隻の輸送船団を発見するが、攻撃できる隙がなかったので夜間攻撃を行うことに決した。夜に入って浮上すると、件の輸送船団と見方潜水艦の両方を発見。やがて、その味方潜水艦が攻撃を行う様子を望見したが、肝心の味方潜水艦は「ホー」の問いかけには無反応だった。「ホー」も5月18日未明に北緯12度27分 東経116度35分 / 北緯12.450度 東経116.583度の地点で魚雷を5本発射し、3つの目標に魚雷が命中したと判定した。5月19日夜にも北緯13度00分 東経119度10分 / 北緯13.000度 東経119.167度の地点で輸送船団を発見し、日付が5月20日に変わってから2つの目標に対して魚雷を計10本発射。6つの爆発音がとどろき、少なくとも2本が命中するのを確認した。5月28日にはダーウィンに寄港。6月2日、59日間の行動を終えてフリーマントルに帰投した。
6月29日、「ホー」は5回目の哨戒で南シナ海に向かった。7月5日から6日にかけてダーウィンに寄港ののち、南シナ海に入る。7月20日朝、北緯16度17分 東経119度31分 / 北緯16.283度 東経119.517度の地点でヒ69船団を発見し、魚雷を4本発射。魚雷は船団から遅れていたタンカー「天栄丸」（日東汽船、10,241トン）に向かったが命中しなかった。7月25日には北緯13度38分 東経115度39分 / 北緯13.633度 東経115.650度の地点で伊九型潜水艦、遣独潜水艦作戦帰りの潜水艦「伊29」と思しき潜水艦に対して魚雷を6本発射したが命中しなかった。結果的にこの哨戒においては戦果はなかった。8月23日、55日間の行動を終えてフリーマントルに帰投した。

### 第6、第7の哨戒 1944年9月 - 1945年1月
9月15日、「ホー」は6回目の哨戒でカブリラ (USS Cabrilla, SS-288)、アスプロ (USS Aspro, SS-309) とウルフパックを構成しルソン島方面に向かった。10月7日未明、「ホー」は北緯17度30分 東経119度52分 / 北緯17.500度 東経119.867度のルソン島ビガン西北西55キロ地点でタマ28船団を発見。魚雷を4本発射し、うち2本が船団先頭の輸送船に命中してすさまじい爆発を起こした。さらに魚雷を3本発射し、1本を中型輸送船に命中させて撃沈した。この攻撃で陸軍輸送船「マカッサ丸」（南洋海運、4,026トン）を撃沈したとされた。翌10月8日未明には北緯17度42分 東経117度55分 / 北緯17.700度 東経117.917度の地点で別の輸送船団を発見し、船団後方の2隻の輸送船に対して魚雷を6本発射、1本が命中したと判断された。同じ日の夜には北緯18度30分 東経116度15分 / 北緯18.500度 東経116.250度の地点でマタ28船団を発見し、船団先頭の2隻の輸送船に対して魚雷を6本、約40分後の23時25分に別の大型輸送船と護衛艦に対して魚雷を5本それぞれ発射。魚雷は23時25分の攻撃による4本のうちの1本が陸軍輸送船「湖北丸」（大阪商船、2,578トン）に命中して撃沈した。10月22日、37日間の行動を終えてフリーマントルに帰投。艦長がマイルズ・P・レィフォ3世少佐（アナポリス1938年組）に代わった。
11月23日、「ホー」は7回目の哨戒でフラッシャー (USS Flasher, SS-249)、ベクーナ (USS Becuna, SS-319) とウルフパックを構成し南シナ海に向かった。12月2日未明、「ホー」はレーダーにより目標を探知するが、その方角を観測すると、その目標は「セントエルモの火を発していた」1,500トン級タンカーであった。明け方近くに南緯06度32分 東経111度49分 / 南緯6.533度 東経111.817度の地点で魚雷を4本発射し、うち2本が命中したと判断された。30分後にもう3本発射したが命中しなかった。12月22日には、北緯11度01分 東経109度30分 / 北緯11.017度 東経109.500度の地点で大型タンカーに対して魚雷を3本発射したものの、命中することはなかった。1945年1月1日朝、ホーは北緯10度25分 東経114度20分 / 北緯10.417度 東経114.333度にある南鑰島に対して3インチ砲と40ミリ機関砲による艦砲射撃を実施した。1月13日、50日間の行動を終えてフリーマントルに帰投した。

### 第8の哨戒 1945年2月 - 3月

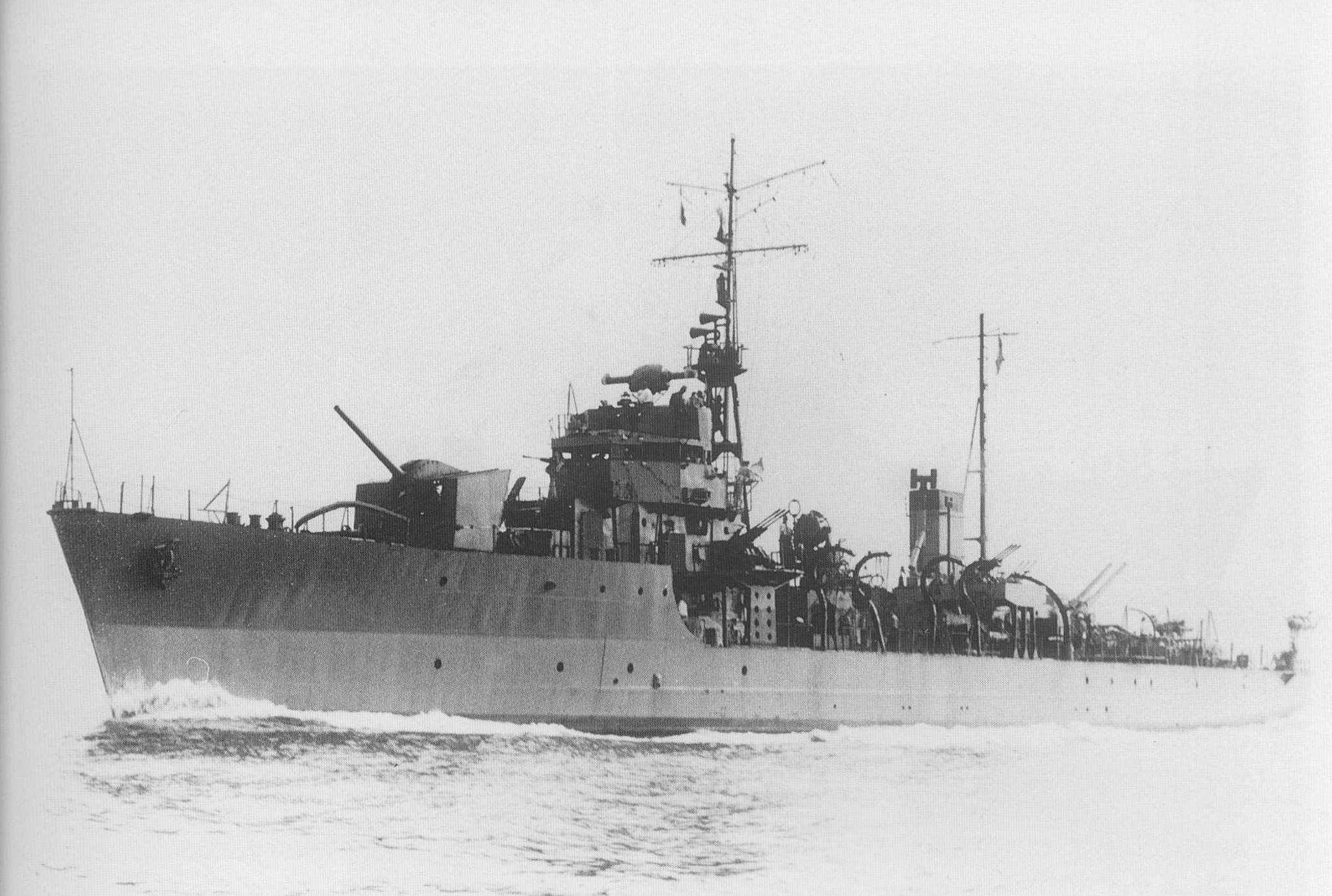
海防艦「昭南」

2月8日、「ホー」は8回目の哨戒で南シナ海に向かった。途中、フラウンダー (USS Flounder, SS-251) と合流して北号作戦で日本本土に向かう完部隊（松田千秋少将）を捕らえるべく追跡したが、わずかにタイミングを逸してこれらの目標への接近はできなかった。2月23日朝、「ホー」はインドシナ半島沖を潜航哨戒中、同じく潜望鏡深度で航行中だった「フラウンダー」と互いに擦れ合った。「ホー」はキールを損傷したものの、哨戒に差し支えはないと引き返すことはせず修理で済ませ、その後海南島近辺に向かった。2月24日午後、南号作戦参加船団の一つであるヒ92船団を発見。間合いを取りながら追跡を行い、翌2月25日4時20分ごろ、ホーは北緯17度20分 東経110度35分 / 北緯17.333度 東経110.583度の地点で魚雷を4本発射し、海防艦「昭南」に1本を命中させ撃沈した。2月27日には、北緯14度02分 東経109度18分 / 北緯14.033度 東経109.300度にあるバッフル島に座礁しているタンカーに対して魚雷を2本発射したが、船体に命中しなかった。3月26日、46日間の行動を終えてサイパン島タナパグ港に帰投。本国に回航されてオーバーホールに入った。

### 戦後
「ホー」はオーバーホール終了後の7月5日に西海岸を出航し、終戦時にはグアムアプラ港で停泊中であった。数日後に東海岸へ向けて出航し、真珠湾とパナマ運河を経由して1945年9月29日にニューヨークに到着した。その後、ニューロンドンに回航、係留された後1946年8月7日に退役し、大西洋予備役艦隊入りする。1956年9月に海軍第3管区の予備役訓練艦任務を命じられる。1960年5月1日に除籍され、8月23日にマサチューセッツ州ボストンのラネット社に売却された。
「ホー」は第二次世界大戦の戦功で7個の従軍星章を受章した。第1、第3、第4、第6、第8回目の哨戒が成功として記録された。